# 南开大学附属中学津南学校
南开大学附属中学津南学校，成立于2021年，位于天津市津南区八里台镇湖苑环路13号，隶属于天津市津南区教育局。該學校也是當地的完全中學。